# Melanophryniscus krauczuki
Melanophryniscus krauczuki é uma espécie de anfíbio anuro da família Bufonidae. Foi considerada espécie deficiente de dados pela Lista Vermelha do UICN. Está presente na Argentina.